# Perseu de Macedònia
Perseu de Macedònia (en grec antic: Περσεύς, llatí: Perseus; vers 212 aC-165 aC) fou el darrer rei de Macedònia, fill gran de Filip V de Macedònia.
Ja de molt jove fou nomenat pel seu pare comandant de l'exèrcit encarregat de guardar els passos de Pelagònia contra els il·liris. El 189 aC apareix dirigint un exèrcit a l'Epir on va assetjar Amfilòquia, però fou rebutjat pels etolis.
Els romans van mostrar cert favor al seu germà petit Demetri el jove de Macedònia i això va excitar la gelosia o el temor de Perseu que va sospitar que els romans voldrien col·locar Demetri al tron al morir Filip V. Va fabricar unes acusacions falses que van portar a Demetri a la mort per ordre de Filip V, convençut que el seu fill mantenia una correspondència amb els romans per trair al regne. Es diu que Filip es va finalment assabentar de la veritat i va voler desheretar Perseu a favor d'un nebot, però la seva mort l'hi va impedir (179 aC).
Mort el pare, Perseu va assolir el tron i va fer executar Antígon, a qui atribuïa els consells al seu pare per desheretar-lo.
Filip s'havia estat preparant per a un conflicte amb Roma que considerava inevitable, i així Perseu es va trobar amb tots els elements a punt; però de moment no va voler trencar obertament amb els romans i va enviar una ambaixada a Roma per obtenir el reconeixement del seu títol i tron i la renovació del tractat fet pel seu pare. Aquesta ambaixada era necessària, ja que a la frontera tràcia havia esclatat el conflicte amb un cap anomenat Abrúpolis, aliat romà. Tot i aquest conflicte, Perseu fou reconegut rei per Roma i el tractat renovat en els mateixos termes.
Durant set anys el govern de Perseu fou encertat, guanyant-se el suport del seu poble eliminant algunes disposicions del seu pare que desagradaven a la gent, cridant els exiliats i decretant una amnistia; va cercar també l'aliança dels grecs, tracis, il·liris i celtes de la rodalia del seu regne. També es va aliar als prínceps asiàtics, excepte Èumenes II de Pèrgam, i així Seleuc IV Filopàtor li va donar la seva filla Laòdice en matrimoni, i una germana de Perseu fou donada en matrimoni al rei Prúsies de Bitínia. Aquestes aliances foren vistes pels romans com infraccions del tractat d'aliança amb Roma.
Els dàrdans foren atacats pels bastarnes i van enviar una delegació al senat romà acusant Perseu de fomentar aquest atac (probablement era veritat). A Roma van circular notícies que enviats macedonis havien anat a Cartago. Un nou incident es va produir quan Perseu va dirigir una expedició contra els dolops, i després de reduir aquest poble, es va dirigir amb el seu exèrcit a Delfos, oficialment per fer un acte religiós però en realitat per mostrar la seva força i poder als grecs. Roma va enviar diverses ambaixades de queixa i inspecció, i Perseu també va enviar excuses a Roma.

## Tercera Guerra Macedònica
L'enemistat mútua entre Perseu i Èumenes conduí a aquest darrer a incitar al senat romà perquè declarés la guerra. Els romans, veient que poc temps després de rebre Èumenes, aquest sofrí un atemptat frustrat per part d'Evandre, que es posà al servei de Perseu al cap de poc d'aquest intent d'assassinat. El senat romà, que ja feia temps que valorava les opcions d'iniciar la guerra enviant ambaixades als regnes veïns, aprofità l'avinentesa per declarar la guerra a Macedònia. Tot i això els exèrcits no estaven preparats i els dos primers anys de la guerra foren militarment favorables a Perseu, essent rebutjades les escomeses dels cònsols Publi Licini Cras (171 aC) i Aulus Hostili Mancí (170 aC).
El 169 aC va arribar el cònsol Quint Marci Filip; amb una marxa complicada aconseguí creuar l'Olimp. Les tropes cansades després de la travessa muntanyenca, no estaven llestes per lluitar. Tot i això, Perseu atemorit per la presència de l'exèrcit romà a terres macedòniques abandonà Díon i retrocedí fins a Pidna. Les estratègies polítiques i diplomàtiques per a forçar un tractat de pau no prosperaren aquell any tampoc.
El 168 aC el bàndol romà era dirigit pel cònsol Luci Emili Paule. La seva estratègia militar tingué efecte i va culminar en la batalla de Pidna on l'exèrcit de Perseu fou esclafat. Perseu fugí cap a Pel·la (Macedònia), però abandonat pels seus amics, es va dirigir a Amfípolis acompanyat només d'alguns lleials i 500 mercenaris cretencs. Des d'Amfípolis es va dirigir a l'illa sagrada de Samotràcia.
En aquesta illa fou bloquejat pel pretor Gneu Octavi i la flota romana; els romans no van intentar violar l'illa sagrada, però aviat tothom va abandonar Perseu, que va tractar de fugir a Tràcia per mar, però no se'n va sortir i es va haver d'entregar al pretor romà. Portat davant Emili Paule, suplicà al cònsol i aquest el tractà amb amabilitat i li deixà una posició d'acord amb el seu grau. Perseu va ser deposat i portat a Roma l'any següent, juntament amb els seus dignataris, participant com a “trofeu” en el triomf organitzat per Emili Paule el 30 de novembre de 167 aC; i després fou tancat a les masmorres, d'on va poder sortir aviat per la intercessió del mateix Emili Paule.
Va viure a Alba Longa un període desconegut que alguns situen fins a cinc anys, però en general es pensa que foren dos anys, fins que es va deixar morir de gana, segons alguns relats va morir perquè els seus guardians no el deixaven dormir.
La història del seu regnat fou escrita per Posidoni que és citat per Plutarc.
Va estar casat dues vegades: la primera amb una dona el nom de la qual no es coneix, a la qual va matar d'un cop de puny. La segona, Laodice, va suposar una aliança amb els selèucides que no va tenir cap efecte. Va deixar un fill, Alexandre de Macedònia, i una filla, els dos del segon matrimoni; els dos fills foren portats a Roma el 167 aC quan eren encara infants. El seu germà Filip de Macedònia (adoptat per Perseu i considerat l'hereu) va compartir la seva captivitat.